# Grojec (Kotlina Żywiecka)
Grojec – pasmo wzgórz w Żywcu-Sporyszu w widłach Soły i Koszarawy. Ma trzy wierzchołki:
- Mały Grojec (północno-wschodni, 422 m)[1]
- Średni Grojec zwany też Kopcem (środkowy, 474 m)[2]
- Wielki Grojec (południowo-zachodni, 612 m)[3].

Zarówno w regionalizacji fizycznogeograficznej Polski według Jerzego Kondrackiego, jak i w nowej regionalizacji, Grojec znajduje się na Kotlinie Żywieckiej.

## Opis pasma
Na północnym stoku Małego Grojca znajduje się niewielki wyciąg narciarski i rozciąga się stąd panorama widokowa na południową część Żywca. Najlepsze jednak widoki są ze Średniego Grojca, jego wierzchołek i znaczna część stoków są bowiem bezleśne. Widoczny jest stąd Żywiec, Jezioro Żywieckie i przełom Soły, dolina Koszarawy i Pewlicy, szczyty Łyska i Barutka, Pasmo Pewelskie i Jałowieckie, Grupa Mędralowej, szczyt Babiej Góry i Pilska oraz główny grzbiet Beskidu Śląskiego z Baranią Górą, Skrzycznem i Klimczokiem. Jedynie widok na południe przesłonięty jest wyższym szczytem Grojca (612 m). Na szczycie Średniego Grojca ustawiono stalowy krzyż – pamiątkę po wizycie w Żywcu papieża Jana Pawła II w dniu 22 maja 1995 roku. Krzyż jest widoczny z wielu miejsc w mieście i stał się jednym z symboli Żywca.
Na najwyższym szczycie Grojca prowadzone były prace archeologiczne, podczas których stwierdzono istnienie wcześniej drewnianego zamku na wzgórzu Grojec. Około 1460 został zniszczony i obecnie nie ma po nim śladu. Na szczycie tym później stała szubienica, na której m.in. powieszono zbójnika Marcina Portasza. Szczyt jest zarośnięty, można jednak znaleźć miejsce widokowe z szeroką panoramą widokową na Beskid Żywiecki. Zlokalizowana jest tutaj również telewizyjna stacja przekaźnikowa z dwudziestosześciometrowym masztem.
Na południowych stokach najwyższego szczytu Grojca znajduje się Jaskinia w Grojcu. Przez wszystkie szczyty Grojca przebiega szlak turystyczny oraz ścieżka edukacyjna, prowadząca przez najbardziej interesujące fragmenty wzgórza, m.in. obok pieca wapienniczego, przez murawy kserotermiczne, punkt widokowy na Średnim Grojcu, torfowisko wysokie ze stanowiskiem rosiczki okrągłolistnej. W 2002 obserwowano na łące liczące około 200 kwitnących osobników stanowisko bardzo rzadkiej w Polsce i chronionej prawnie rośliny pasożytniczej – zarazy drobnokwiatowej. Na stokach Grojca rosną także rzadkie w Polsce gatunki: tojad lisi i zawilec wielkokwiatowy.

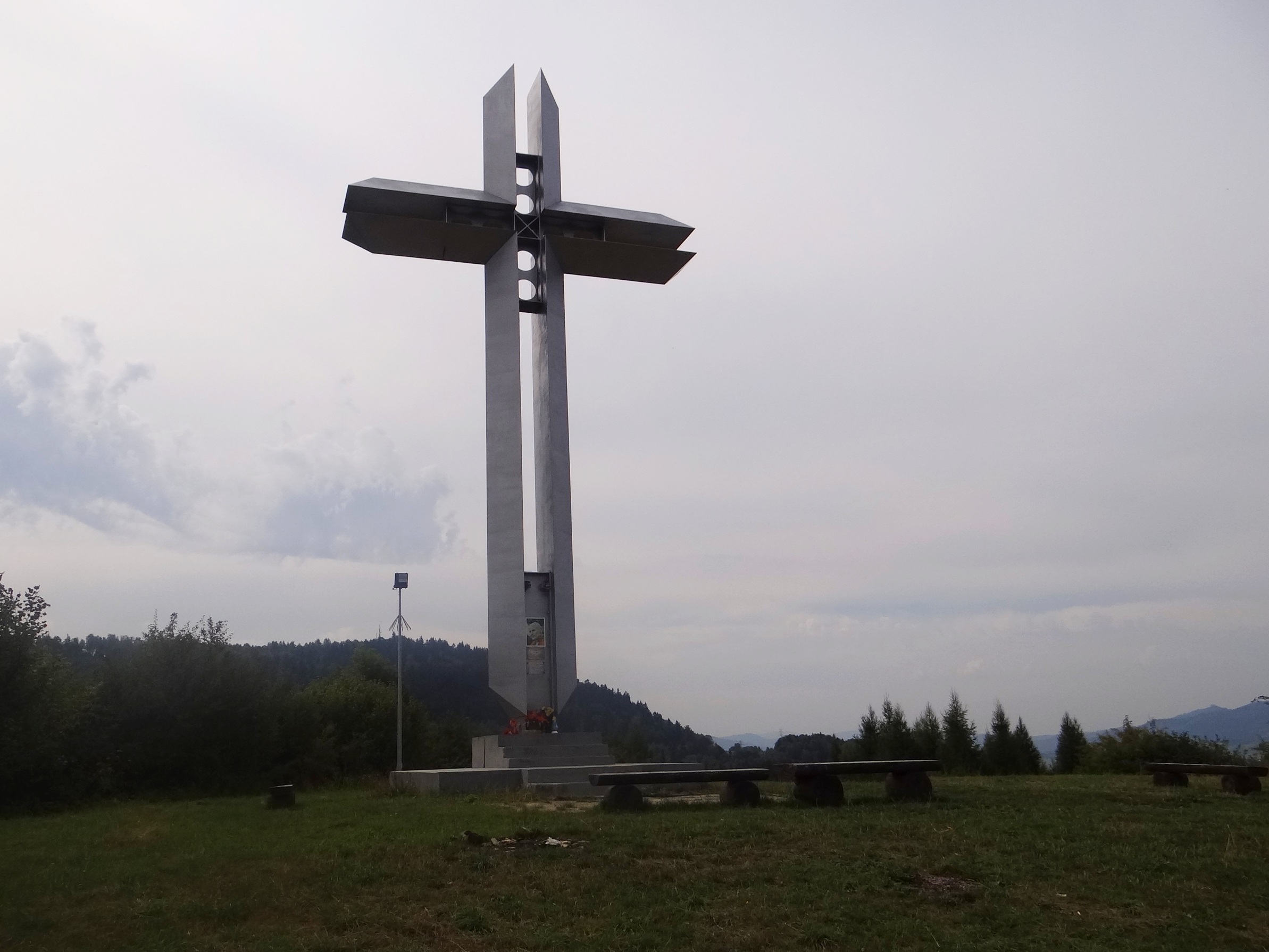
Krzyż na szczycie Średniego Grojca
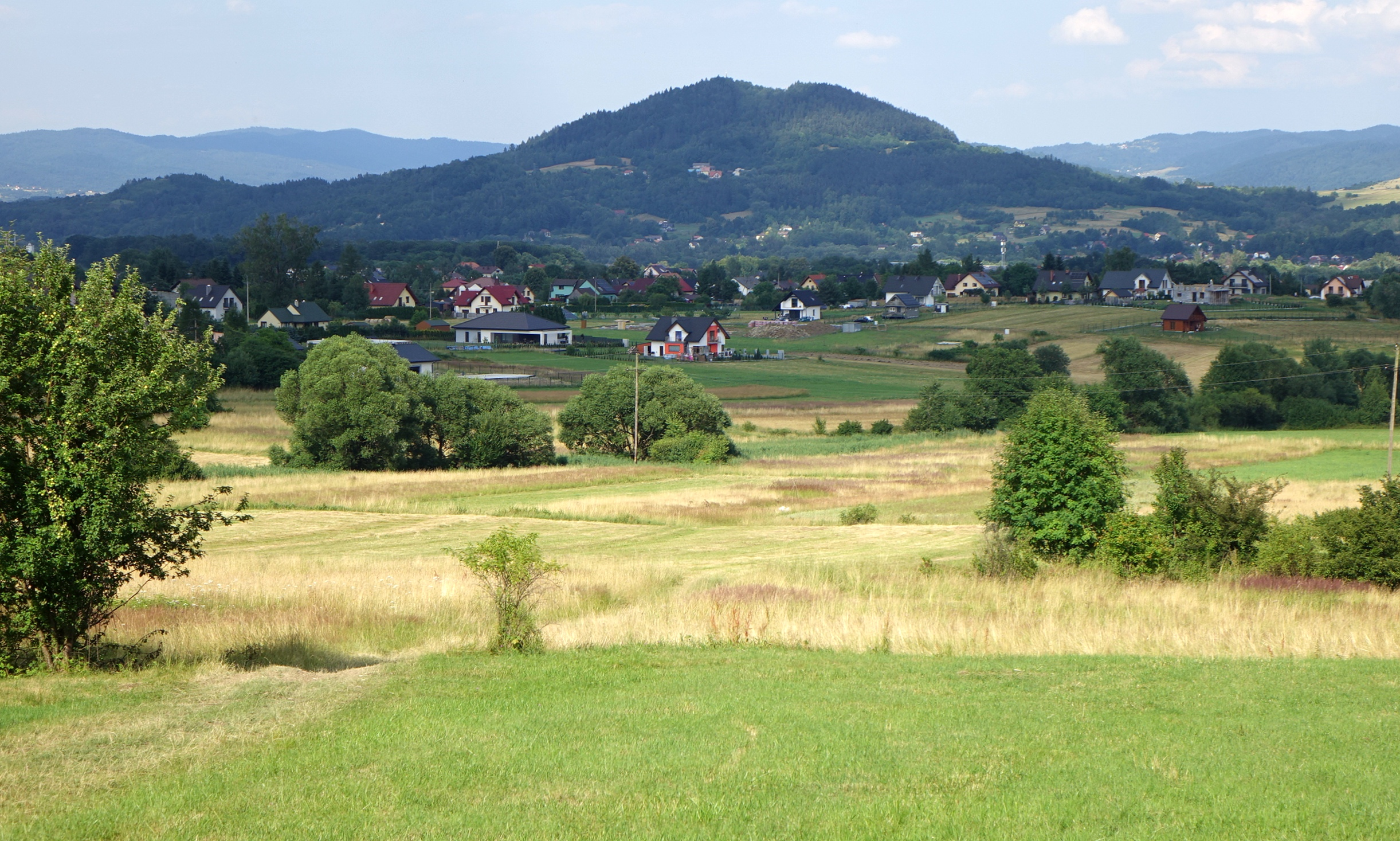
Widok na pasmo Grojca ze wsi Radziechowy
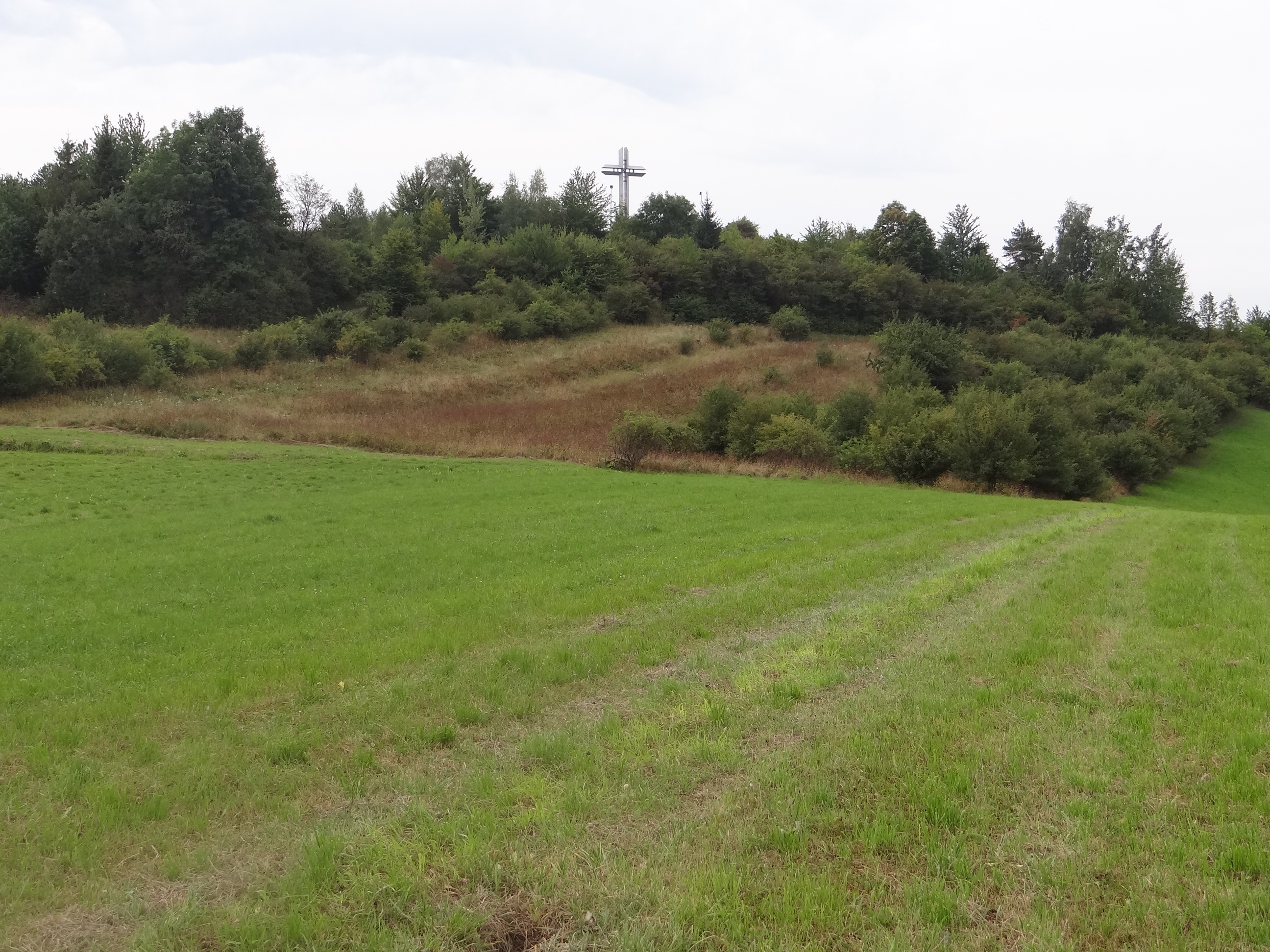
Szczyt Średniego Grojca

## Szlaki turystyczne
– żółty: centrum Żywca – Mały Grojec – Grojec – Żywiec-Zabłocie (koło browaru)